# Corpeau
Corpeau és un municipi francès, situat al departament de la Costa d'Or i a la regió de Borgonya - Franc Comtat. L'any 2007 tenia 1.038 habitants.

## Demografia

### Població
El 2007 la població de fet de Corpeau era de 1.038 persones. Hi havia 390 famílies, de les quals 76 eren unipersonals (40 homes vivint sols i 36 dones vivint soles), 123 parelles sense fills, 163 parelles amb fills i 28 famílies monoparentals amb fills.
La població ha evolucionat segons el següent gràfic:
Habitants censats

### Habitatges
El 2007 hi havia 404 habitatges, 388 eren l'habitatge principal de la família, 7 eren segones residències i 9 estaven desocupats. 360 eren cases i 41 eren apartaments. Dels 388 habitatges principals, 306 estaven ocupats pels seus propietaris, 76 estaven llogats i ocupats pels llogaters i 7 estaven cedits a títol gratuït; 1 tenia una cambra, 23 en tenien dues, 47 en tenien tres, 135 en tenien quatre i 182 en tenien cinc o més. 278 habitatges disposaven pel capbaix d'una plaça de pàrquing. A 138 habitatges hi havia un automòbil i a 209 n'hi havia dos o més.

### Piràmide de població
La piràmide de població per edats i sexe el 2009 era:
| Homes | Edats   | Dones |
| ----- | ------- | ----- |
| 0     | 95 o +  | 0     |
| 0     | 90 a 94 | 0     |
| 0     | 85 a 89 | 4     |
| 4     | 80 a 84 | 4     |
| 8     | 75 a 79 | 12    |
| 16    | 70 a 74 | 32    |
| 20    | 65 a 69 | 16    |
| 8     | 60 a 64 | 12    |
| 20    | 55 a 59 | 12    |
| 28    | 50 a 54 | 48    |
| 52    | 45 a 49 | 40    |
| 60    | 40 a 44 | 44    |
| 28    | 35 a 39 | 32    |
| 36    | 30 a 34 | 32    |
| 40    | 25 a 29 | 36    |
| 36    | 20 a 24 | 28    |
| 36    | 15 a 19 | 28    |
| 56    | 10 a 14 | 48    |
| 44    | 5 a 9   | 44    |
| 16    | 0 a 4   | 20    |

## Economia
El 2007 la població en edat de treballar era de 695 persones, 508 eren actives i 187 eren inactives. De les 508 persones actives 478 estaven ocupades (262 homes i 216 dones) i 30 estaven aturades (9 homes i 21 dones). De les 187 persones inactives 59 estaven jubilades, 84 estaven estudiant i 44 estaven classificades com a «altres inactius».

### Ingressos
El 2009 a Corpeau hi havia 388 unitats fiscals que integraven 1.033,5 persones, la mediana anual d'ingressos fiscals per persona era de 18.426 €.

### Activitats econòmiques
Dels 37 establiments que hi havia el 2007, 1 era d'una empresa de fabricació de material elèctric, 3 d'empreses de fabricació d'altres productes industrials, 10 d'empreses de construcció, 11 d'empreses de comerç i reparació d'automòbils, 3 d'empreses de transport, 2 d'empreses d'hostatgeria i restauració, 1 d'una empresa financera, 2 d'empreses immobiliàries i 4 d'empreses de serveis.
Dels 14 establiments de servei als particulars que hi havia el 2009, 1 era un taller de reparació d'automòbils i de material agrícola, 1 taller d'inspecció tècnica de vehicles, 3 paletes, 1 guixaire pintor, 5 fusteries, 1 electricista i 2 restaurants.
Dels 2 establiments comercials que hi havia el 2009, 1 era un hipermercat i 1 una llibreria.
L'any 2000 a Corpeau hi havia 13 explotacions agrícoles que ocupaven un total de 12 hectàrees.

## Equipaments sanitaris i escolars
El 2009 hi havia 1 escola maternal i 1 escola elemental.

## Poblacions més properes
El següent diagrama mostra les poblacions més properes.